# کولول (آیووا)
کولول (به انگلیسی: Colwell) شهری در ایالت آیووا کشور ایالات متحده آمریکا است که جمعیت آن در سرشماری سال ۲۰۱۰ میلادی، ۷۳ نفر بوده‌است.